# Symphonie no 7 de William Schuman
Pour les articles homonymes, voir Symphonie no 7.
La Symphonie no 7 du compositeur américain William Schuman a été composée le 9 mai 1960. La composition a été commandée par la Fondation Koussevitzky pour célébrer le 75e anniversaire de l'Orchestre symphonique de Boston et la mémoire de leur chef Serge Koussevitzky et de sa femme Natalie. La première a été faite par cet orchestre sous la direction de Charles Munch le 21 octobre 1960.

## Structure
Six symphonies ont dû être composées avant que Schuman n'écrive une symphonie avec la structure classique en quatre mouvements :
1. Largo assai ;
2. Vigoroso ;
3. Cantabile intensamente ;
4. Scherzo brioso.

Le premier mouvement ressemble à un concerto pour clarinette: de nombreux solos pour la clarinette et la clarinette basse ; le mouvement se termine avec une cadence pour les deux instruments. Sans interruption s'ouvre le second mouvement, la partie la plus heureuse de la composition. Le troisième mouvement est écrit seulement pour la section des cordes, tandis que le dernier mouvement (avec des influences de jazz dans les percussions) est écrit pour mettre en valeur la virtuosité de tous les membres de l'orchestre.
La symphonie dure environ une demi-heure.

## Instrumentation
La symphonie est composée pour un grand orchestre :
4 flûtes (2 jouant aussi du piccolo), 3 hautbois, 1 cor anglais, 4 clarinettes, 1 clarinette basse, 3 bassons, 1 contrebasson, 6 cors, 4 trompettes, 1 tuba ténor, 2 tubas basses, 3 percussionnistes, timbales, piano et cordes.